# Willo Flood
William "Willo" Flood (ur. 10 kwietnia 1985 w Dublinie) – były irlandzki piłkarz występujący na pozycji pomocnika w szkockim klubie Aberdeen. Swoją karierę zaczynał w Manchesterze City, ale grał także w takich klubach jak Cardiff City, Celtic F.C. i Middlesbrough oraz był wypożyczany do kilku innych drużyn. Flood rozegrał w sumie 15 spotkań w młodzieżowych reprezentacjach Irlandii do lat 20 i do lat 21.

## Kariera klubowa

### Manchester City
Flood rozpoczął swoją karierę w Manchesterze City. Od czasu, gdy w 2002 roku przebił się do kadry pierwszego zespołu, był wysyłany na wypożyczenie najpierw do Rochdale, zaś późnej do Coventry City. Swojego pierwszego gola w dorosłym futbolu zdobył we wrześniu 2004 roku w wygranym 7:1 spotkaniu z Barnsley rozegranym w ramach Pucharu Ligi Angielskiej. Natomiast w listopadzie 2004 roku strzelił swojego pierwszego ligowego gola w barwach Manchesteru City. Stało się to podczas zremisowanego 1:1 meczu z Norwich City. We wrześniu 2005 roku, będąc już na wypożyczeniu w Coventry, podczas wygranego 3:1 spotkania z Watford zdobył swoją drugą ligową bramkę w karierze. W grudniu 2005 roku dom Flooda znajdujący się w Wythenshawe stał się obiektem włamania i kradzieży, podczas której 29-letni mężczyzna ubrany w koszulkę Manchesteru City przez ponad 20. minut groził Floodowi nożem. W wyniku całego zajścia Flood zaczął miewać koszmarny senne, przez co nie może przez długi czas pozostawać w samotności oraz potrzebuje specjalistycznej pomocy psychologicznej.

### Cardiff City
W 2006 roku Flood, za płatną w ratach kwotę 200 tysięcy funtów, został sprzedany do Cardiff City, w którego barwach rozegrał później 25 spotkań ligowych. W sierpniu 2006 roku zdobył swojego jedynego gola dla Cardiff. Stało się to w wygranym 1:0 ligowym spotkaniu z Leeds United rozegranym na Elland Road. Jednakże, ponieważ Flood nie potrafił na stałe wywalczyć sobie miejsca w pierwszej jedenastce, menadżer Dave Jones zdecydował się wysłać go na cały sezon 2007/08 na wypożyczenie do szkockiego Dundee United, by zobaczyć jak poradzi on sobie grając przez długi czas w pierwszym składzie.

### Dundee United
W czasie swojego debiutanckiego i jednocześnie otwierającego sezon meczu w barwach Dundee United, Flood, jeszcze przed przerwą zobaczył czerwoną kartkę i musiał opuścić boisko. W czasie swojego drugiego spotkania, tym razem w zespole rezerw, spotkał go ten sam los.
15 grudnia 2007 roku Flood zdobył pierwszego gola w barwach Dundee United. Stało się to podczas wygranego 3:0 meczu z St. Mirren. Później bramka ta otrzymała tytuł gola sezonu SPL. W późniejszych wywiadach Flood przyznał, iż jest rozczarowany perspektywą opuszczenia Dundee po zakończeniu sezonu i wyraził chęć pozostania w klubie Pomimo powrotu do Cardiff po zakończeniu rozgrywek, w lipcu 2008 roku został ponownie wysłany na całosezonowe wypożyczenie do Dundee United.

### Celtic
30 stycznia 2009 roku Flood za nieujawnioną kwotę został przez Cardiff sprzedany do Celticu, z którym podpisał dwuipółletni kontrakt. W barwach nowego klubu zadebiutował 15 lutego 2009 roku w derbowym spotkaniu z Rangersami rozegranym na Celtic Park.

### Middlesbrough
Flood opuścił Celtic w styczniu 2010 roku i wraz z byłym szkoleniowcem The Boys, Gordonem Strachanem przeszedł do Middlesbrough. Do tej drużyny trafili także inni piłkarze Celticu, tacy jak Barry Robson, Chris Killen, Stephen McManus i Scott McDonald. 23 stycznia 2010 roku podczas spotkania ze Swansea City zdobył swoją pierwszą bramkę w barwach nowego klubu. Dzięki swojej grze oraz wysiłkowi Flood został z miejsca ulubieńcem kibiców. Na początku sezonu 2010/11 Flood podczas otwierającego sezon spotkania z Ipswich Town Flood doznał poważnej kontuzji w wyniku zderzenia z kolegą z zespołu, Matthew Batesem. 10 maja 2011 roku ogłoszono, że Flood wraz z Maximilianem Haasem i Andrew Daviesem zostaną zwolnieni z klubu po zakończeniu sezonu.

### Powrót do Dundee
24 maja 2011 roku Dundee United ogłosiło, iż Flood po raz trzeci powrócił do klubu, podpisując dwuletni kontrakt. Craig Conway, który latem ma opuścić Dundee, latem 2011 roku stwierdził, iż transfer ten to bardzo dobry interes, fani zaś będą mieli dużo radości z powodu przybycia Flooda.

## Statystyki
(aktualne na dzień 2 grudnia 2010)
| Klub                 | Sezon              | Liga                    | Liga  | Liga   | Puchar kraju | Puchar kraju | Puchar ligi | Puchar ligi | Inne  | Inne   | Suma  | Suma   |
| Klub                 | Sezon              | Liga                    | Mecze | Bramki | Mecze        | Bramki       | Mecze       | Bramki      | Mecze | Bramki | Mecze | Bramki |
| -------------------- | ------------------ | ----------------------- | ----- | ------ | ------------ | ------------ | ----------- | ----------- | ----- | ------ | ----- | ------ |
| Manchester City      | 2003/04            | Premier League          | 0     | 0      | 0            | 0            | 0           | 0           | 1     | 0      | 1     | 0      |
| Rochdale (wyp.)      | 2003/04            | League Two              | 6     | 0      | 0            | 0            | 0           | 0           | 0     | 0      | 6     | 0      |
| Manchester City      | 2004/05            | Premier League          | 9     | 1      | 1            | 0            | 2           | 1           | 0     | 0      | 12    | 2      |
| Coventry City (wyp.) | 2005/06            | Championship            | 8     | 1      | 0            | 0            | 0           | 0           | 0     | 0      | 8     | 1      |
| Manchester City      | 2005/06            | Premier League          | 5     | 0      | 0            | 0            | 0           | 0           | 0     | 0      | 5     | 0      |
| Cardiff City         | 2006/07            | Championship            | 25    | 1      | 2            | 0            | 1           | 0           | 1     | 0      | 29    | 1      |
| Dundee United (wyp.) | 2007/08            | Scottish Premier League | 36    | 1      | 3            | 0            | 5           | 0           | 0     | 0      | 44    | 1      |
| Dundee United (wyp.) | 2008/09            | Scottish Premier League | 20    | 0      | 1            | 0            | 3           | 0           | 0     | 0      | 24    | 0      |
| Celtic F.C.          | 2008/09            | Scottish Premier League | 5     | 0      | 0            | 0            | 0           | 0           | 0     | 0      | 5     | 0      |
| Celtic F.C.          | 2009/10            | Scottish Premier League | 1     | 0      | 0            | 0            | 1           | 0           | 2     | 0      | 4     | 0      |
| Middlesbrough        | 2009/10            | Championship            | 11    | 1      | 0            | 0            | 0           | 0           | 0     | 0      | 11    | 1      |
| Middlesbrough        | 2010/11            | Championship            | 5     | 0      | 0            | 0            | 0           | 0           | 0     | 0      | 5     | 0      |
| Dundee United        | 2011/12            | Scottish Premier League | 0     | 0      | 0            | 0            | 0           | 0           | 0     | 0      | 0     | 0      |
| Ogólnie w karierze   | Ogólnie w karierze | Ogólnie w karierze      | 131   | 5      | 7            | 0            | 12          | 1           | 4     | 0      | 154   | 6      |

## Sukcesy

### Dundee United
- Finalista Pucharu Ligi Szkockiej: 1

2007/08
- Bramka sezonu Scottish Premier League: 1

2007/08